# María Dolores Gómez Castro
María Dolores Gómez Castro (Còrdova, 1983) és una maquilladora i artista de efectes especials de cinema espanyol, guanyadora del premi Goya al millor maquillatge i perruqueria l'any 2014 per Las brujas de Zugarramurdi.

## Trajectòria professional
Natural de la zona de Colón, a Còrdova, es va formar en Madrid. Va començar la seva carrera en el món de la moda, per a després centrar-se en el del cinema i la televisió. Des de 2004, any en què va realitzar la seva primera sèrie com a cap de maquillatge, no ha parat de treballar en l'audiovisual i en les arts. Ha col·laborat amb Francisco Rodríguez a les sèries Tierra de lobos i Isabel.
María Dolores Gómez Castro, Francisco Rodríguez, Javier Hernández Valentín i Pedro Rodríguez van guanyar el Goya al millor maquillatge i perruqueria el 2014 per Las brujas de Zugarramurdi, dirigida per Álex de la Iglesia.

## Distincions
- Goya al millor maquillatge i perruqueria el 2014 per Las brujas de Zugarramurdi.